# Compton’s Most Wanted
Compton’s Most Wanted, auch CMW, ist eine Hip-Hop-Band, die 1987 in Compton als Gangsta-Rap-Crew gegründet wurde. Sie besteht aus den Musikern MC Eiht, Tha Chill MC, DJ Slip und DJ Mike T. Später kamen noch Boombam, Lil’ Hawk ’N’ Bird und Eiht’s Bruder Da Foe dazu. Ab 2006 sind außerdem noch Big 2 Da Boy, Mr. Criminal und Stomper dabei.

## Karriere
1990 veröffentlichten Compton’s Most Wanted ihr Debütalbum It’s a Compton Thang, welches ebenso wie ihr drittes Album vom Westcoast-Pionier Unknown DJ produziert wurde. Das 2. Album Straight Checkn' Em wurde nur von MC Eiht und DJ Slip aufgenommen. Diese Band hatte einen sehr großen Einfluss auf die Hip-Hop-Szene. Viele spätere Hits wie etwa It Was a Good Day von Ice Cube, Warning von Notorious B.I.G. und Sugar Hill von AZ basierten auf Samples, welche die Band schon davor verwendet hatte. Selbst der deutsche Rapper Kool Savas gab an früher etwas nach Eiht geklungen zu haben. Bis heute sitzt Tha Chill immer wieder im Gefängnis ein. Er produzierte viele Beats von den neueren MC Eiht-Alben, dem neuesten CMW-Album und seiner eigenen LP Tha Windchill Factor in Delano. Momentan scheint er aber wieder draußen zu sein, da das im Heimstudio produzierte So Gangsta Mixtape im Juni 2006 veröffentlicht wurde.
Compton’s Most Wanted war zeitweise eine der aktivsten Rap-Crews. Die Releases der Mitglieder beliefen sich auf 7 Alben alleine im Jahr 2006 unter anderem auch mit Spice 1 von der East Bay und Brotha Lynch Hung aus Sacramento. Nach 2006 waren die Bandmitglieder allerdings weitgehend solo aktiv.
2019 erschien mit Gangsta Bizness ein neues Album der Band, auf dem sie unter anderem von DJ Richie Rich von 3rd Bass unterstützt wurden.

## Diskografie
- Boyz N The Hood Soundtrack: Growin’ Up In The Hood
- 1990: It’s a Compton Thang (Orpheus/EMI)
- 1991: Straight Checkn’em (Epic/Sony)
- 1992: Music to Driveby (Orpheus/Epic/Sony)
- 1999: When We Wuz Bangin' – The Hits (Orpheus/Epic/Sony)
- 2000: Represent (als CMW) (Halfounce)
- 2006: Music to Gang Bang (als CMW) (B-Dub Records Inc)
- 2006: So Gangsta Mixtape (als Eiht & Chill) (Independent)
- 2019; Gangsta Bizness (als CMW) (Bluestamp Music Group)

## Belege
1. ↑  
CMW – Gangsta Bizness. Album auf discogs.com; abgerufen am 8. August 2021.